# Peter O’Meara
Peter O’Meara (ur. 27 października 1969 w Tipperary) – irlandzki aktor.

## Filmografia
- 2001: Kompania braci jako porucznik Norman Dike (3 odcinki)
- 2007: Resident Evil: Zagłada jako brytyjski wysłannik
- 2010: Oświadczyny po irlandzku jako Ron